# Tipula nielseni
Tipula nielseni är en tvåvingeart som beskrevs av Mannheims och Theowald 1959. Tipula nielseni ingår i släktet Tipula och familjen storharkrankar. Inga underarter finns listade i Catalogue of Life.